# Ла-Хоя (Сан-Дієго)
Ла-Хоя (англ. La Jolla; вимовляється за іспанським зразком) — Північнозахідний район каліфорнійського міста Сан-Дієго. Ла-Хоя не має формального адміністративного статусу, але його мешканці часто називають його містом. Згідно адміністрації Сан-Дієго, межі Ла-Хої визначаються Тихим океаном на заході, університетом та вулицею Гілмен-Драйв (Gilman Drive) на півночі та сході, і районом Пасіфік-Біч на півдні. Існують і можливі інші визначення межі Ла-Хої; наприклад, вся територія з поштовим кодом 92037. Залежно від того, як накреслити межі району, на його території проживає від 29 до 42 тисяч осіб.
У місті розташований один з найбільших американських університетів — Каліфорнійський університет в Сан-Дієго.

## Відомі люди
- Грегорі Пек (1916—2003) — американський актор
- Кліфф Робертсон (1923—2011) — американський актор,